# KBC-INPAX サタデーイブニングスロープ
KBC-INPAX サタデーイブニングスロープ（ケービーシー・インパックス サタデーイブニングスロープ）は、1990年秋〜1993年春のナイターオフシーズンの毎週土曜日18:15〜21:00、KBCラジオで放送されていた生ワイド番組である。

## 概要
- KBCラジオがニュース・情報主体の新編成「KBC-INPAX」をスタートさせた1990年の秋にスタートした音楽主体の番組。

## 1990年秋〜1991年春のタイムテーブル
- 18:15〜19:00「KBCカウントダウンホット20」

パーソナリティは木村匡也（当時はKYOYAと名乗っていた）。
それまで放送されていた同局の洋楽カウントダウン番組「KBCポピュラーベストテン」をリニューアル、同局の洋楽オフィシャルチャート上位20曲を紹介した。
途中に名盤と呼ばれるアルバムを特集するコーナーもあった。
オープニングテーマにはVan Halenの「Ain't Talkin' 'Bout Love」が使用された。
- 19:00〜21:00「ベイステーション」

メインパーソナリティは山田まり子、アシスタントを木村匡也（KYOYA）が務めた。
この番組はもともとアジア太平洋博覧会（通称・よかトピア）開催中にKBCラジオが主体となって設置したイベントFM局「よかトピアFM」での好評を受け、博覧祭終了後の1989年秋から1990年春にかけての土曜日と日曜日の18:15〜21:00、よかトピアFM放送時と同じパーソナリティで放送された「KBCベイステーション」が前身である。「KBCベイステーション」では土曜日は木村匡也と林田真穂、日曜日をトム・ハッチが務めていた。
番組では「スペシャル・エディション」「ヒッツ・スターズ・オンリー」「CDコレクション」など、1組のアーティストや1枚の名盤と呼ばれるアルバムを取り上げて特集した。